# Exposition universelle et internationale (1905)
Exposition universelle et internationale de Liège var en verdensudstilling afholdt i Liège, Belgien fra 27. april 1905 til 6. november samme år. Udstillingen blev holdt for at fejre 75-års jubilæet for Belgiens selvstændighed. 31 lande deltog i udstillingen, og der kom 7 millioner besøgende på de 7 måneder udstillingen varede.
| Festival | Spire Denne artikel om festivaler og mærkedage er en spire som bør udbygges. Du er velkommen til at hjælpe Wikipedia ved at udvide den. |

50°38′33″N 5°34′12″Ø / 50.6425°N 5.57°Ø